# Zona sterling
Zona Sterling a apărut odată cu izbucnirea celui de al Doilea Război Mondial, fiind o măsură de urgență ce implica măsuri în controlul ratei de schimb între mai multe țări care la acea vreme erau în mare parte dominioane sau colonii ale Imperiului Britanic (denumit ulterior Commonwealth). Aceste țări foloseau drept monedă lira sterlină, sau aveau o monedă proprie aflată la rată de schimb fixă față de liră; chiar și țările membre care aveau monedă proprie dețineau cantități mari de lire sterline în Londra pentru efectuarea de operațiuni comerciale internaționale. Scopul zonei sterling a fost cel de a proteja valoarea externă a lirei. Toate țările din Imperiul Britanic, cu excepția Canadei, Newfoundlandului și Hong Kongului au aderat la zona sterling în 1939.
Semnificația zonei sterling a scăzut drastic în iunie 1972 când guvernul britanic (în acord cu cel irlandez, cel din Insula Man și cele din Insulele Canalului) au luat unilateral măsuri de control al ratei de schimb valutar față de alte țări membre, cu excepția Irlandei, a Insulei Man și a Insulelor Canalului. 
Zona sterling nu a încetat să existe la o anumită dată, dispărând treptat între 1972 și 1979. Irlanda a impus și ea unilateral mecanisme de control al ratei de schimb față de Regatul Unit în 1978 și, în 1979, guvernul britanic a ridicat total toate mecanismele din 1939.

## Scopul zonei sterling
Înaintea Primului Război Mondial, lira sterlină era de departe cea mai importantă monedă pe plan internațional, iar Londra era principalul centru financiar mondial. Peste 60% din comerțul global era finanțat, facturat și achitat în lire sterline, și mare parte din rezervele valutare oficiale erau formate, pe lângă aur, din lire sterline. Deși nu toate teritoriile aparținătoare Imperiului Britanic utilizau lira ca monedă locală, majoritatea celor care aveau propriile monede le aveau pe acestea la curs valutar fix față de liră, așa cum era cazul și cu alte țări din afara imperiului. În urma renunțării de către Regatul Unit la standardul aur în 1931, multe țări a căror valută era legată de aur și-au legat în schimb valuta de lira sterlină; acest grup a fost denumit „blocul sterling”. La izbucnirea celui de al Doilea Război Mondial, țările blocului sterling din cadrul Imperiului Britanic își doreau să protejeze valoarea externă a acestuia; de aceea în tot Imperiul s-au adoptat legi de oficializare a zonei unice de control al ratei de schimb.
La sfârșitul războiului, zona sterling era cel mai mare și mai coerent bloc monetar din lume și acorda membrilor săi libertate totală a plăților. Membrii se bucurau de rate de schimb stabile și acces permanent la resursele financiare ale Londrei. Între timp, guvernul britanic putea utiliza rezervele comune ale întregii zone pentru a susține lira sterlină în momente când pe piața internațională se manifesta o penurie de dolari americani.

## Sfârșitul zonei sterling
Devalorizarea în noiembrie 1967 a lirei sterline de la cursul de 1 liră la 2,80 dolari la o liră la 2,40 dolari nu a fost bine primită în multe părți ale zonei și, spre deosebire de devalorizarea din 1949, multe țări ale zonei sterling nu au devalorizat și ele monedele naționale. Acordurile de la Basel din 1968 au fost gândite pentru a evita migrarea de la lira sterlină la dolarul american în cadrul zonei sterling. La 22 iunie 1972, Regatul Unit a impus reglementări ale ratei de schimb valutar față de zona sterling, cu excepția Irlandei, Insulei Man și Insulelor Canalului. În același timp, lira sterlină a început să aibă rată de schimb flotantă. Conform ministrului de finanțe Anthony Barber, aceasta s-a făcut pentru a opri o creștere de aflux de capital către alte părți ale zonei sterling.
Adversarii au susținut că motivul real era legat de aderarea Regatului Unit la CEE, și că Franța era îngrijorată de legăturile strânse ale Regatului cu Commonwealthul și cu zona sterling în timp ce Franța continua să aibă relații economice cu fostele sale colonii în zonele CFA și CFP.
Una dintre problemele abordate în negocierile de aderare a Regatului Unit la CEE a fost problema „balanțelor sterling”, balanțe deținute la Londra în lire sterline de către guvernele țărilor nemembre ale zonei sterling, care în multe cazuri s-au soldat cu datorii suportate în timpul războiului de Regatul Unit.
Franța a susținut că aceste obligații sunt o amenințare potențială față de stabilitatea lirei și că ar putea cauza turbulențe în întreaga comunitate europeană. De aceea, era necesar un acord ca parte a aderării Regatului Unit la CEE, și principalul motiv de existență al zonei a dispărut.
Gibraltarul a fost reinclus în noua mini-zonă sterling la 1 ianuarie 1973, iar celelalte țări din zona sterling au răspuns după cum au găsit de cuviință—unele țări deja luaseră măsuri similare în anii 1950 și 1960. În urma deciziei din iunie 1972 a guvernului britanic, unele țări au răspuns cu măsuri similare imediat, altele după câteva luni. Singapore a continuat să aplice reglementările zonei sterling până în 1978, iar Bruneiul nu și-a schimbat mecanismele de control al ratei de schimb valutar decât în 2001.
După 1972, zona sterling nu a mai fost ce fusese, dar a continuat să existe prin aceea că Regatul Unit încă recunoștea existența „zonei sterling de peste mări” ca grup distinct de țări față de care își ajusta corespunzător politica de control al ratei de schimb. În 1979, datorită ameliorării situației economice, războiul fiind deja în trecutul destul de îndepărtat, Regatul Unit a înlăturat toate mecanismele zonei sterling.